# Segrave bárója
A Segrave báró cím az angol főnemesség egyik címe, amelyet először 1283-ban hoztak létre Nicholas de Segrave számára parlamentbe hívásával. A cím a Leicestershire-i, ma Seagrave nevet faluról kapta a nevét. A Segrave 6. bárója később örökölte a Mowbray báró címet, és attól kezdve a két báróság egységes maradt, leszámítva egy mintegy százéves időszakot. Hosszú ideig a Norfolk hercegeinek egyik alárendelt címe volt, majd 1777-ben a Norfolk 9. hercegének halálával függő állapotba került.
A cím második létrehozása 1295-ben történt Nicholas de Segrave of Barton Segrave számára, ám ez az ág 1335-ben kihalt Maud Segrave halálával. 1831-ben egy új Segrave báróságot hoztak létre William Berkeley számára, aki később FitzHardinge első grófja lett, de ez is kihalt 1857-ben örökös hiányában..
Az eredeti, 1283-ban létrehozott Segrave bárói cím azonban továbbra is létezett, és 1878-ban keltették életre az függő állapotából Alfred Stourton, Mowbray 21/23. báró javára, mindössze két héttel azután, hogy a Mowbray báróságot is visszaszerezte. Azóta a két bárói cím ismét egységes maradt.
A szócikk speciális jelölései
A szócikkhez szorosan kötődő főnemesi címek mellett előfordulhat a ( 1488 II) jelzés. Ez azt jelenti, hogy a nemesi címet a skót peerage-ben, főrendben hozták létre 1488-ban. Ez volt a cím második létrehozása. Gyakran csak a létrehozás sorszámát jelentő római számokat adjuk meg.

#### Segrave családfa
A családfán nem tüntettük fel az összes családtagot és feleséget. Egyes családtagok bemutatása másik szócikk (Norfolk hercege, Norfolk grófja, Nottingham grófja...) feladata, így előfordul, hogy a családfán szereplő névre kattintva új oldalra jut.
- Gilbert de Segrave
  - Stephen de Segrave (~1171-1241)[m 2]
    - Gilbert de Segrave (–1254)
      - Nicholas de Segrave (–1295),  Segrave 1. bárója
        - Gilbert Segrave (–1316)[m 3]
        - Nicholas Seagrave (–1321)[m 4],  Barton Segrave és Stowe 1. bárója
          - Maud Segrave,  Barton Segrave és Stowe 2. bárónője

        - John Segrave (1256-1325),  Segrave 2. bárója
          - Stephen Segrave (–1325),  Segrave 3. bárója ∞ Alice Fitzalan (1289–)
            - John Segrave (1315–1353),  Segrave 4. bárója ∞ Margaret (1320–1399),  Norfolk 2. grófnője, majd  Norfolk hercegnője (1397)
              - Elizabeth Segrave (1338–1368),  Segrave 5. bárónője ∞ John de Mowbray (1340-1368),  Mowbray 4. bárója
                - John de Mowbray (1365–1383),  Nottingham 1. grófja
                - Thomas de Mowbray (1366–1399),  Nottingham 1. grófja,  Norfolk 1. hercege ( 1397 I.)  Norfolk 3. grófja ∞¹ Elizabeth le Strange,  6. Strange of Blackmere bárónő, ∞² Elizabeth FitzAlan (1366–1425)
                  - ²Margaret de Mowbray (1388–1459) ∞ Sir Robert Howard (–1436)
                    - John Howard (1421–1485),  Norfolk III/1. hercege ( 1483 III) (folytatás a Howard Norfolk hercegek családfáján)

                  - ²Thomas de Mowbray (1385–1405),  Norfolk 4. grófja
                  - ²John de Mowbray (1392–1432),  Norfolk 2. hercege
                    - John de Mowbray (1415–1461),  Norfolk 3. hercege
                      - John de Mowbray (1444–1476),  Norfolk 4. hercege
                        - Anne Mowbary (1472–1481)  Norfolk 8. grófnője ∞  Richard of Shewsbury királyi herceg (1473–1483),  York 1. hercege,  Norfolk II/1. hercege (1477 II)

                  - ²Isabel de Mowbray (~1400–1452. szeptember 27.) ∞1 Henry Ferrers ( ),  Groby 5. bárója ∞2 James Berkeley (~1394–1463),  1. Berkeley báró

Jelölések:
- ∞ házastárs
- ∞¹ ∞² első vagy második házastárs (a sorszám ennél a családfánál érvényes csak)
- ¹név ²név az első vagy második házasságból származó személy (cím és birtok öröklésnél fontos)
- ♥ a jelölt sorok azonosak (közös felmenők esetén, amikor a leszármazottak házasodnak össze)

### Segrave bárói
Nicholas Segrave (–1295), Segrave 1. bárója
Nicholas de Segrave 1263-ban ütötték lovaggá. 1264 áprilisában részt vett Rochester ostromában azon nemesekkel együtt, akik szemben álltak III. Henrik királlyal. 1264. május 14-én a Lewes-i csatában a londoni sereg parancsnokaként harcolt. 1265-ben az Evesham-i csatában sebesülten fogságba esett. 1276 és 1283 között hadi szolgálatra hívták a walesi hadjáratok során. 1283-ban részt vett a Shrewsburyben tartott gyűlésen, amelyet 1877-ben a Lordok Háza parlamentként ismert el, de később ezt a döntést vitatták. 1295. június 24-én parlamentbe szólító irat révén létrehozott bárói címként megkapta az első Lord Segrave címet.
John Segrave (1256–1325), Segrave 2. bárója
1303 februárja előtt Skócia kormányzója (Keeper of Scotland), majd 1308 körül Nottingham várának főparancsnoka volt. A Keeper of Scotland az angol király tisztviselője volt, akit az Anglia által ellenőrzött skót területek igazgatására és védelmére neveztek ki. 1309 márciusában rövid időre skót fogságba esett, de hamarosan visszanyerte szabadságát, és ismét Skócia kormányzójaként szolgált. 1313-ban kinevezték a skót határvidék és Cumberland őrzőjének (Keeper of the Marches with Scotland and Cumberland). 1314-ben részt vett a bannockburni csatában, ahol ismét a skótok fogságába került.
Stephen Segrave (–1325), Segrave 3. bárója
Felesége Lady Alice Fitzalan volt, Richard Fitzalan, Arundel 6. grófja lánya. Lovaggá avatására 1307 előtt került sor. Részt vett a skót hadjáratokban 1307 és 1322 között. 1322–1323 februárjában a londoni Tower parancsnoki tisztségét töltötte be.
John Segrave (1315–1353), Segrave 4. bárója
Elizabeth Segrave (1338–1368), Segrave 5. bárónője
Elizabeth de Segrave 1338. október 25-én született a leicestershire-i Croxton apátságban. Édesapja halála után, 1353. április 1-jén örökölte a Segrave 5. bárónője címet. 1368. október 9. előtt hunyt el.
- John Mowbray (1365–1379), Nottingham 1. grófja, Segrave 6. bárója
- Thomas de Mowbray (1366–1399), Norfolk 1. hercege, Segrave 7. bárója
- Thomas de Mowbray (1385–1405), Norfolk 4. grófja, Segrave 8. bárója
- John Mowbray (1392–1432), Norfolk 2. hercege, Segrave 9. bárója
- John Mowbray (1415–1461), Norfolk 3. hercege, Segrave 10. bárója
- John de Mowbray (1444–1476), Norfolk 4. hercege, Segrave 11. bárója
- Anne de Mowbray (1472-~1481), Norfolk 8. grófnője, Segrave 12. bárónője

1481-től függő állapotban
- John Howard (1420–1485), Norfolk 1. hercege, Segrave 13. bárója (visszaállít: 1484-ben, felfüggesztve: 1485-től)
- Thomas Howard (1538–1572), Norfolk 2. hercege, Segrave 14. bárója (visszaadva: 1554-ben, felfüggesztve: 1572-től)
- Thomas Howard (1585–1646), Arundel 19. grófja[m 5], Segrave 15. bárója (visszaadva: 1604-ben)
- Henry Howard (1608–1652), Arundel 20. grófja[m 5], Segrave 16. bárója (1639-ben Parlamentbe hívva Lord Mowbray címmel)
- Thomas Howard (1627–1677), Norfolk 5. hercege, Segrave 17. bárója
- Henry Howard (1628–1684), Norfolk 6. hercege, Segrave 18. bárója
- Henry Howard (1654–1701), Norfolk 7. hercege, Segrave 19. bárója (1678-ban Parlamentbe hívva Lord Mowbray címmel)
- Thomas Howard Norfolk 8. hercege, Segrave 20. bárója (1683–1732)
- Edward Howard Norfolk 9. hercege, Segrave 21. bárója (1686–1777)

1777-től függő állapotban

### Az 1777-es függő állapot megszűnése
Edward Howard, Norfolk hercege 1777-ben, 91 évesen fiúörökös nélkül hunyt el. Több címe, köztük Norfolk hercege, Norfolk, Arundel és Surrey grófja, valamint a Maltravers bárója, másod-unokatestvérére, Charles Howardra szállt. A Norwich grófja ( 1672 III) és Castle Rising Howard bárója ( 1669) címek, amelyeket nagyapjának, Norfolk 6. hercegének hoztak létre, kihaltak.
Számos régi bárói címet is viselt, amelyek a hercegi címtől eltérően öröklődtek, mivel Edwardnak halálakor két életben lévő lánya volt – Winifrede Howard, aki William Stourton Stourton 16. bárója és Anne Howard, aki Robert Petre, Petre 9. bárója felesége volt. Ha csak egy lett volna, ő lett volna a címek örököse, de mivel ketten voltak, közösen örököltek.
- Henry Howard (1628–1684),  Castle Rising 1. Howard bárója (1669),  Norwich 1. grófja (1672),  Norfolk 6. hercege
  - Henry Howard (1655–1701),  Norfolk 7. hercege ∞ Mary Mordaunt (1658–1705)[m 6]  Mourdant 7. bárónője
  - Thomas Howard (1657–1689)[m 7]
    - Thomas Howard (1683–1732),  Norfolk 8. hercege
    - Edward Howard (1685–1777),  Norfolk 9. hercege ∞ Mary Blount (1702–1773)[m 8]
    - Philip Howard (1687–1749)
      - Winifrede Howard (1726–1753) ∞ William Stourton (1704-1781),  Stourton 16. bárója
      - Anne Howard (1742–1787) ∞ Robert Petre,  Petre 9. bárója (1742–1801)

  - Elizabeth Howard (1659–1732) ∞ George Gordon (1649–1716),  Gordon 1. hercege

Mivel egy címet csak egy személy viselhet, ezért a cím alvó állapotba került. Az alvásból kikerülhet a cím, ha csak egy örököse lesz – az egyik testvér utód nélkül meghal –, de ez nem következett be. A címért jelentkezhet olyan távoli leszármazott, akinek felmenője valaha örökölhette volna a címet, ezért ő is jogosult lehet rá. Ez nem jelentette volna a cím elnyerését, arról – tanács alapján – az Uralkodó dönt. De nem jelentkezett más leszármazott. Ha jelentkezett volna, akkor a két nővérnek és leszármazottnak a joga „erősebb“ lett volna – bár az elnyerésről az Uralkodó dönt, akár felülírva az erősséget is. Végül, ha nincs egyértelmű örökös, a cím az uralkodó döntésétől függ. Az uralkodó választhatja azt, hogy egyetlen örökös javára szünteti meg az alvó állapotot, vagy a cím megszűnik.
Mowbray bárója és Segrave bárója
1877-ben Alfred Joseph Stourton, Stourton 20. bárója kezdeményezte a Mowbray bárója és a Segrave bárója címek részére történő megítélését. 1878. január 3-án a Mowbray, pár héttel később a Segrave bárósságot hivatalosan is visszajuttatták neki. Ettől kezdve ezek a címek a Stourton bárósággal együtt viseltetnek. A  folyamán kétszer is Anglia rangelső bárói címe lett, amikor az egyetlen régebbi cím, a de Ros báróság (1264) függő állapotba került.
- Alfred Joseph Stourton (1829–1893), Stourton 20. bárója, 1878-tól: Mowbray 23. bárója, Segrave 24. bárója
- ...innen lásd Mowbray bárója

## Fordítás
- Ez a szócikk részben vagy egészben  a   Baron Segrave című angol Wikipédia-szócikk ezen változatának fordításán alapul.  Az eredeti cikk szerkesztőit annak laptörténete sorolja fel. Ez a jelzés csupán a megfogalmazás eredetét és a szerzői jogokat jelzi, nem szolgál a cikkben szereplő információk forrásmegjelöléseként.